# Урбах (Ремстал)
Урбах (Ремстал) е община, намираща се на изток от Щутгарт в Баден-Вюртемберг в долината на река Ремс и принадлежи на региона на Щутгарт.

## История
Урбах е споменат за първи път документално през 1181 г. като Uracbach: Император Фридрих I Барбароса издава на 25 май 1181 г. грамота за това, че взема под своя защита манастира Аделсберг (на немски: Adelberg).

## Забележителности
Една нова забележителност е Кулата Урбах (на немски: Turm an der Birke). Това е един от 16-те малки архитектурни обекта, направени по долината на Ремс в рамките на градинското шоу през пролетта на 2019 г.